# Гуфи и Вилбер
«Гуфи и Вилбер» (англ. Goofy and Wilbur) — короткометражный рисованный мультфильм 1939 года, созданный Walt Disney Productions и выпущенный RKO Radio Pictures 17 марта 1939 года. Это был первый мультфильм, в котором режиссёр Дик Хьюмер дал Гуфи сольную партию.

## Сюжет
Гуфи прибегает к помощи своего друга Вилберга в рыбацкой экспедиции, но потом передумал, когда понял, что его друг может быть съеден рыбой.

## Создатели
- Режиссёр: Дик Хьюмер
- Сценарист: Отто Инглэндер
- Озвучивание: Джордж Джонсон (Гуфи)
- Композитор: Пол Смит
- Визуальные эффекты: Джошуа Медор
- Аниматоры: Арт Бэббит, Исэдор Клейн, Эдвард Лав, Вольфганг Райтерман, Бернард Вульф

## Релиз
- США — 17 марта 1939
- Великобритания — апрель 1939
- Швеция —  8 декабря 1939
- Италия — 3 февраля 1948

### Телевидение
- Великолепный мир цвета — Эпизод #2.22
- Good Morning, Mickey — Эпизод #59
- Vacationing with Mickey and Friends
- Mickey's Mouse Tracks — Эпизод #46
- Donald's Quack Attack — Эпизод #32
- Sing Me a Story with Belle
  - "Best Friends"
- The Ink and Paint Club — Эпизод #26

### Домашний релиз
- On Vacation with Mickey Mouse and Friends (VHS)
- Everybody Loves Goofy (VHS/DVD)
- Walt Disney Treasures
  - "The Complete Goofy" (DVD)
- Walt Disney's Funny Factory — часть 3 (DVD)
- The Fox and the Hound 2 (DVD)

## Название
- Оригинальное название — Goofy and Wilbur
- Аргентина — Goofy y Wilbur
- Бразилия — Pateta e Wilbur
- Германия — Goofy und Wilbur
- Италия — Pippo e Wilbur
- СССР (Русское название) — Гуфи и Вилбер
- Финляндия — Hessu ja Vilppu / Hessu ja Vilpertti / Hessu ja heinäsirkka / Hessun kalansyötti
- Франция — Dingo et Wilbur
- Швеция — Jan Långben och gräshoppan / Jan Långbens lockbete / Långben och Wilbur